# ノナデシル酸
ノナデシル酸(Nonadecylic acid)は、化学式CH3(CH2)17COOHの19炭素長の飽和脂肪酸である。系統名はノナデカノン酸(nonadecanoic acid)で、ノナデシレートと呼ばれる塩を形成する。
ノナデシル酸は、脂肪や植物油の中に含まれる。昆虫は、フェロモンとしても用いる。